# (9238) Yavapai
(9238) Yavapai es un asteroide que forma parte del cinturón de asteroides y fue descubierto por Paul G. Comba desde el Observatorio de Prescott, Estados Unidos, el 28 de abril de 1997.

## Designación y nombre
Yavapai se designó al principio como 1997 HO2.
Más adelante, en 1999, fue nombrado por el condado de Yavapai, Arizona, lugar de descubrimiento del asteroide.

## Características orbitales
Yavapai orbita a una distancia media del Sol de 2,927 ua, pudiendo acercarse hasta 2,657 ua y alejarse hasta 3,198 ua. Su excentricidad es 0,09225 y la inclinación orbital 1,77 grados. Emplea 1830 días en completar una órbita alrededor del Sol. El movimiento de Yavapai sobre el fondo estelar es de 0,1968 grados por día.

## Características físicas
La magnitud absoluta de Yavapai es 13,3.